# 亚述-埃提尔-伊兰尼
亚述-埃提尔-伊兰尼（英語：Ashur-etil-ilani）（？—前627年），亚述帝国亚述国王（公元前631年—公元前627年在位），作为儿子继承父亲亚述巴尼拔王位。即位后政局动荡不安，斯基泰人，辛梅里安人，玛代王国和古波斯多次进攻亚述帝国，亚述军队不断败退。
| 前任： 亚述巴尼拔 | 亚述国王 前631年－前627年 | 繼任： 辛-舒姆-利希尔 |